# 我這樣愛你
《我這樣愛你》（英語：I Love You So Much）是香港歌手黎明的迷你專輯，由雷頌德、BOZ監製，收錄6首歌曲及音樂短片，專輯於1998年5月20日由新力唱片首次發行。這是黎明加盟新力唱片後推出的首張專輯，截至1998年8月錄得約十八萬張銷量。

## 背景

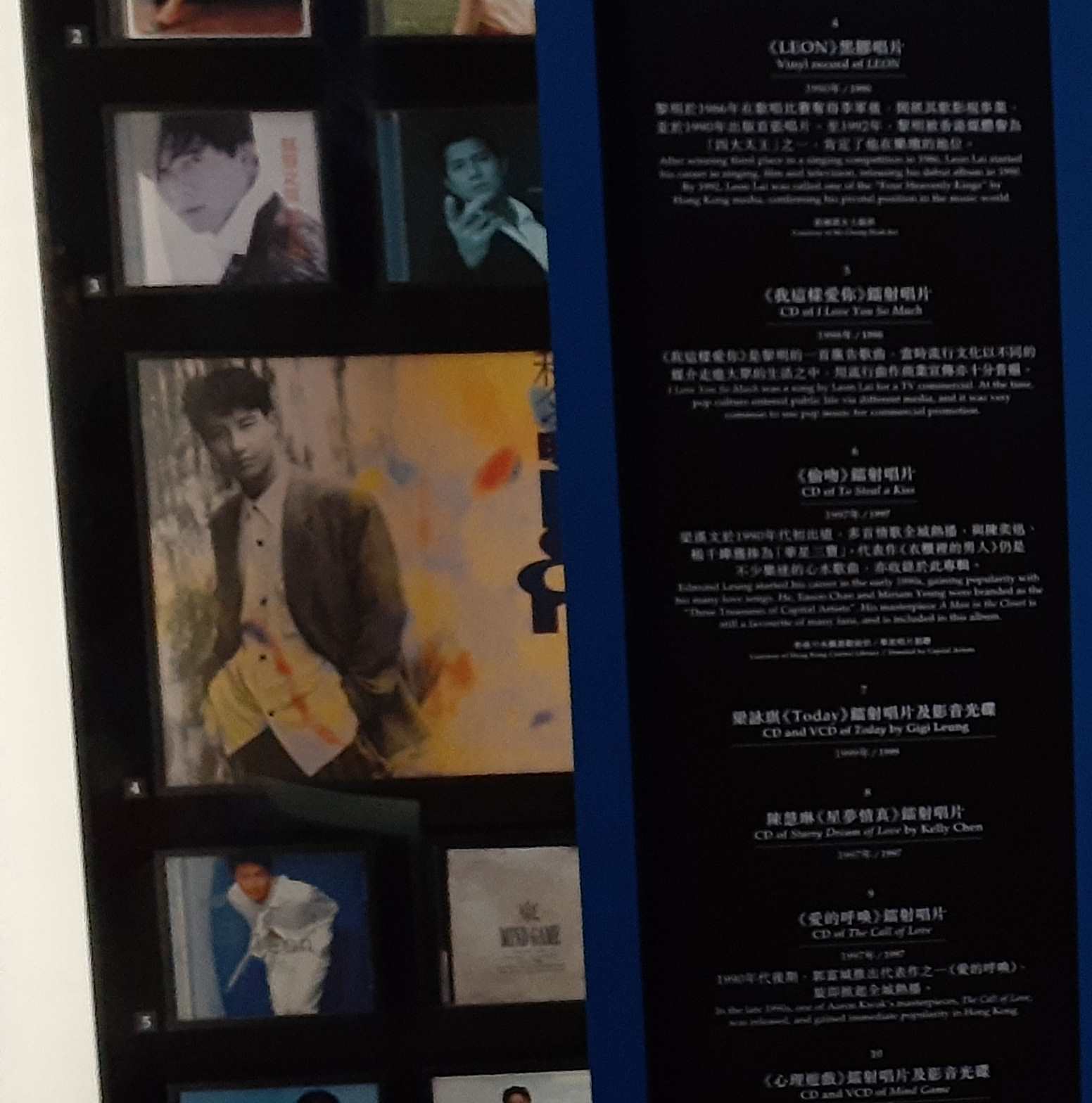
《我這樣愛你》雷射唱片是2021年香港文化博物館「瞧潮香港60+」的展覽品之一

《我這樣愛你》是新力唱片為黎明發行的首張迷你專輯，黎明與新力唱片的首次接觸始於1997年，當時他與寶麗金的合約即將屆滿，認為是時候要轉換新環境，不能再在寶麗金發展下去。黎明喜歡由自己掌舵，發展較為靈活多變，他當時醞釀自組公司，惟時機仍未成熟，遂決定找一間有充足資源的大公司去支持他發展音樂事業，經理人陳善之透過朋友向新力唱片高層轉達黎明準備跳槽的訊息，引起這間在市場沉寂了一段時間的唱片公司注意，並按照黎明的要求擬定計劃書，拉攏黎明加盟，雙方達成共識，於1998年3月23日舉行簽約儀式，其後於1998年5月20日推出這張專輯。

## 製作與發行
《我這樣愛你》的專輯封面以身穿白衣白褲及白領帶的黎明為主角，將黎明塑造成白馬王子形象，此專輯在音樂製作、化妝師、髮型師方面均沿用了黎明以往的製作班底，曲風方面亦未有太大的改變，專輯收錄了6首歌曲，主打歌〈愛你／不愛你〉和〈我這樣愛你〉同樣是電訊廣告主題曲，〈愛你／不愛你〉是一首快歌，由雷頌德作曲；〈我這樣愛你〉是一首慢歌，由韓國作曲家崔成旭作曲，粵語版及國語版的〈心在跳〉作詞均由林夕操刀。唱片公司原本將專輯定價為港幣118元，其後決定採取減價促銷策略，將售價定為75元，並隨碟附送VCD，VCD收錄了兩首主打歌曲的卡拉OK版本及電訊廣告版本的音樂短片。鑑於有聽眾投訴專輯內的照片太小太細，且有盜版唱片，唱片公司因此加印2萬張「特別版」專輯，專輯內有黎明的新照片、寫真彩頁連廣告花絮，以及在日本製造的VCD。

## 曲目列表
| CD       | CD           | CD       | CD               | CD       | CD         | CD                      | CD    |
| 曲序     | 曲目         |          | 作曲             | 编曲     | 製作人     | 备注                    | 时长  |
| -------- | ------------ | -------- | ---------------- | -------- | ---------- | ----------------------- | ----- |
| 1.       | 愛你／不愛你 | 林夕     | 雷頌德           | 雷頌德   | 雷頌德     |                         | 4:04  |
| 2.       | 不要講兩次   | 黃偉文   | 雷頌德           | 雷頌德   | 雷頌德     |                         | 3:52  |
| 3.       | 少見多掛     | 黃偉文   | 雷頌德           | 雷頌德   | 雷頌德     |                         | 3:18  |
| 4.       | 我這樣愛你   | 林夕     | 崔成旭（최성욱） | 何志偉   | 雷頌德 BOZ |                         | 3:37  |
| 5.       | 從過去到永遠 | 黃偉文   | 黎明             | 唐奕聰   | BOZ        | 綜藝節目《K-100》主題曲 | 3:38  |
| 6.       | 心在跳       | 林夕     | 崔成旭（최성욱） | 何志偉   | BOZ        | 〈我這樣愛你〉國語版    | 3:37  |
| 总时长： | 总时长：     | 总时长： | 总时长：         | 总时长： | 总时长：   | 总时长：                | 22:06 |

| VCD      | VCD                | VCD      |
| 曲序     | 曲目               | 备注     |
| -------- | ------------------ | -------- |
| 1.       | 愛你／不愛你       | 音樂短片 |
| 2.       | 我這樣愛你         | 音樂短片 |
| 3.       | 心在跳             | 音樂短片 |
| 4.       | 愛你／不愛你       | Karaoke  |
| 5.       | 我這樣愛你／心在跳 | Karaoke  |
| 总时长： | 总时长：           | 18:03    |

## 幕後製作人員
以下是《我這樣愛你》的幕後製作人員名單：
- 鍵琴：雷頌德（曲目1－3）、何志偉（曲目4,6）、唐奕聰（曲目5）、Noel（曲目6）
- 鋼琴（原聲）：甘仕良（曲目4,6）
- 結他：鄧建明（曲目1,4,6）、雷頌德（曲目1,2）、蘇德華（曲目4,6）
- 木結他：鄧建明（曲目1）、雷頌德（曲目1）
- 電結他：雷頌德（曲目1）
- 音色伴奏：雷頌德（曲目1－3）
- Rap：黎明（曲目2）
- 和音：鄭鴻昌（曲目1－3）、曹潔敏（曲目1,3）、雷有輝（曲目1－3,5）、李小梅（曲目1）、鍾慶鴻（曲目2,5）、Morris Mariner（曲目2）、Robert Porter（曲目2,3）、Simon Chan（曲目2,3）、Kenneth Tse（曲目3）、陳美鳳（曲目3）、吳國敬（曲目5）
- 混音：Frankie Hung（曲目1－4）、David Sum（曲目5,6）
- 錄音：Kenneth Tse（曲目1,2）、Q-Sound Engineer Group（曲目1）、Simon Chan（曲目1,2,4）、Robert Porter（曲目2）、Ako Cheung（曲目4,6）、David Sum（曲目5）、Lee Wai Ming（曲目6）、李端嫻（曲目6）
- 母帶處理：楊我華
- 美術指導、攝影：張文華
- 封面：Cat Fish
- 助理監製：陳家健（曲目1－4）
- 監製：雷頌德（曲目1－4）、BOZ（曲目4－6）
- 經理人公司：百事活娛樂事業有限公司

## 反響及評論

### 唱片銷量
1998年5月20日，《我這樣愛你》於市面推出，新力唱片為此製作了大型海報及立體怪獸CD架作宣傳，傳媒記者到各大唱片店了解，有店舖將專輯的售價由港幣75元提高為89至90元不等，新力唱片宣傳人員稱部份店舖出現賣斷市情況，並要求補貨，樂評人黃國恩表示，這張專輯在他開設唱片店錄得首天賣出接近八百張的銷售紀錄，有傳媒形容黎明是唱片市道低迷下的「救市英雄」。此專輯推出一星期已錄得十一萬銷量，曾經登上香港IFPI銷量榜冠軍，獲該會頒發三白金唱片，截至1998年8月錄得約十八萬張銷量。評論認為當時香港唱片市道不景氣，且受到盜版唱片的衝擊，這張專輯收錄6首新曲兼附送VCD，內有黎明演出的電訊廣告及卡拉OK音樂短片，並以物超所值的價錢發售，有助銷路。黎明認為有些唱片店把這張迷你專輯的售價炒得高過大碟價錢並不合理，變相鼓勵消費者購買盜版唱片，長遠來說是一個壞行為。唱片公司寶麗金亦趁勢推出黎明的國語專輯及精選輯，三張專輯同時登上香港大型連鎖唱片店HMV的十大銷量榜，冠軍則由《我這樣愛你》獲得，黎明以「要贏人，先要贏自己」來形容事件，他認為這張專輯獲得理想的銷量成績，是由於歌曲好，聽眾喜歡收聽，加上廣告和媒體配合促成，且以迷你專輯形式推出，市場較容易接受，如果以十首歌曲的大碟形式推出，很難做到所有歌曲都受聽眾歡迎。

### 樂評摘要
黎明的歌迷會「黎明家族」收集了280名會員對這張專輯的意見，調查結果顯示〈我這樣愛你〉是他們最喜歡的歌曲，其次是〈愛你／不愛你〉，他們表示聽到〈我這樣愛你〉，就會聯想到廣告中的雪景，令到這首歌聽起來畫面更豐富，而第三主打歌的票選以〈少見多掛〉和〈不要講兩次〉得票最高，有會員認為〈少見多掛〉的節奏特別和輕鬆，適合在夏天收聽，且配合舞蹈時能夠表現出黎明活潑的一面，也有會員認為黎明於〈不要講兩次〉的Rap詞演繹得很好，是一個新嘗試，給聽眾驚喜，而且歌曲旋律柔和，聽起來很舒服。相對於黎明以往的專輯，會員認為這張專輯最大的轉變是隨碟附送的VCD，在收聽歌曲時有畫面配合，能夠感覺到歌曲意境，而製作班底則沒有大的改變。樂評人黃國恩認為黎明與雷頌德的合作已經有了一定的默契，歌曲〈我這樣愛你〉給予聽眾新的感覺，黎明在聲音運用方面表示成熟老練，給人一種保護的溫暖感，做到男性魅力中帶出安心穩重的定位，讓聽眾有着跟他一起成長的代入感。

## 流行榜成績
1998年7月，黎明憑〈我這樣愛你〉的韓語版本〈사랑한 후에〉（After Loving You）登上韓國SBS電視台的音樂龍虎榜第4位，成為首個登上韓國音樂流行榜前十名的海外歌手。以下是專輯《我這樣愛你》的派台歌曲名單，以及其歌曲在香港四大電子媒體音樂流行榜的最高位置。
| 派台歌曲／流行榜 | 903專業推介 | 中文歌曲龍虎榜 | 新城電台勁爆本地榜 | 勁歌金榜 |
| ---------------- | ----------- | -------------- | ------------------ | -------- |
| 〈愛你／不愛你〉 | 冠軍        | 冠軍           | 冠軍               | 冠軍     |
| 〈我這樣愛你〉   | 冠軍        | 冠軍           | 冠軍               | 冠軍     |
| 〈少見多掛〉     | 第7位       | 第7位          | 第5位              | 第5位    |

## 獎項
以下是收錄於《我這樣愛你》專輯的歌曲獲頒發的獎項：
- 電視廣播有限公司1998年度勁歌金曲季選——第二季得獎歌曲〈我這樣愛你〉
- 電視廣播有限公司1998年度勁歌金曲季選——第三季得獎歌曲〈少見多掛〉
- 電視廣播有限公司1998年度十大勁歌金曲頒獎典禮——十大勁歌金曲獎〈我這樣愛你〉[34]
- 電視廣播有限公司1998年度十大勁歌金曲頒獎典禮——金曲金獎〈我這樣愛你〉[34]
- 電視廣播有限公司1998年度十大勁歌金曲頒獎典禮——最受歡迎廣告歌曲金獎〈愛你／不愛你〉[34]
- 香港電台1998年度十大中文金曲頒獎音樂會——十大中文金曲獎〈我這樣愛你〉[35]
- 香港商業電台1998年度叱咤樂壇流行榜頒獎典禮——叱咤廣告歌曲獎[36]
- 新城電台1998年度新城勁爆頒獎禮——勁爆年度歌曲大獎[37]
- 新城電台1998年度新城勁爆頒獎禮——勁爆廣告歌曲大獎[37]
- 香港有線電視有線YMC台1998年度YMC至尊榜總選——至尊心愛廣東歌〈我這樣愛你〉
- Channel [V]第五屆全球華語榜中榜——中文TOP20金曲獎〈心在跳〉[38]
- HMV——1998年銷量最高中文大碟《我這樣愛你》[39]
- 馬來西亞98動感321中文音樂頒獎典禮——最受歡迎廣告金曲〈我這樣愛你〉、〈愛你／不愛你〉[40]

## 音樂錄像
《我這樣愛你》的主打歌曲之一〈愛你／不愛你〉的音樂短片採用電影的拍攝手法，拍攝場景包括加拿大的高山雪地，黎明在音樂短片中飾演一個追求浪漫愛情的人，為了在雪地裡尋找失蹤的女友而縱身躍下雪地的懸崖外，而為了加強劇情的生活化，音樂短片加入了黎明上廁所、打架等鏡頭。